# 阿尺国造
阿尺国造（あさかのくにのみやつこ）は東辺を阿武隈川が流れる安積平野、令制国での陸奥国安積郡（あさかのこおり）（現福島県郡山市（旧安積郡を包含））に相当する地域にあった阿尺国を支配した国造。

## 概要
- 『先代旧事本紀』「国造本紀」によれば、成務朝に阿岐国造と同祖の天湯津彦命の10世孫である比止禰命を国造に定めたとある。

### 氏族
丈部氏（はせつかべうじ、姓は直）で、後裔の丈部直継足が神護景雲3年（769年）に阿倍安積臣姓を賜姓された。また、宝亀3年（772年）7月に丈部継守ら13人が阿倍安積臣姓を賜姓されたと見え、延暦10年（791年）9月には阿倍安積臣継守が安積郡大領として見える。
律令制下に入って、養老2年（718年）から養老6年（722年）または神亀元年（724年）3月にかけての短期間であるが陸奥国から石背国へ分割された経緯を持つ阿尺国は、大和朝廷の北進を代表する多賀城築城までは、蝦夷と対峙するヤマト王権の北限の地域にあり、多賀城築城後は守備兵となった古代の軍団「安積団」の本拠地になったと推定されている。

## 氏神など
- 安積国造神社（あさかくにつこじんじゃ） - 比止禰命が赤木山（現郡山市赤木町）に創祀したのが始めとされ、当初は和久産巣日神と天湯津彦命を、比止禰命死後には比止禰命を祀る。現在は郡山市清水台1-6-23に鎮座する。創建は古いと伝わるものの式内社ではない。比止禰命の子孫が安積氏を名乗り社家を務める。（現姓は藤姓の流れを汲む安藤を名乗る。）
- 清水台遺跡（しみずだいいせき） - 発掘調査によって、安積国造神社が鎮座する郡山市清水台や隣接の赤木山付近に古代安積郡衙があったことが確認された[2][3][4]。「郡山」の名前は、この「郡衙」から付いたものといわれる[3][4]。
- 大安場古墳群（おおやすばこふんぐん） - 郡山市田村町大善寺にある古墳時代前期後半頃に築造されたと推定される1号墳は東北地方最大の前方後方墳[5]。西の会津にヤマト王権領域の象徴である前方後円墳が多いのと異なり、前方後方墳は南の那須国との共通性がある。
- 隠津嶋神社（おきつしまじんじゃ） - 社伝によれば比止禰命の子孫・丈部直継足（はせつかべのあたいつぐたり）によって神護景雲3年（769年）に勧請された神社で、安積郡式内社三座の一つと称する。二本松市木幡字治家49に鎮座する。『続日本紀』神護景雲3年3月13日条には、外従七位下の丈部直継足へ阿倍安積臣の姓が与えられたとある。

## 注
1. ↑  井上通泰『上代歴史地理新考　東山道』三省堂、1943年
2. ↑  福島県 - ふくしまの歴史と文化の回廊「四、阿武隈川流域の古代役所を旅する　～舟運を利用した古代郡役所を眺める～(オ) 郡山市清水台遺跡：古代安積郡衙（郡役所）」
3. 1 2  郡山市「地名の由来」
4. 1 2  郡山市教育委員会編『平成13・14年度版　ふるさと郡山の歴史』p. 14「4　奈良・平安時代」
5. ↑  郡山市「大安場古墳群」